# マクマレン兄弟
マクマレン兄弟（英：The Brothers McMullen）は、1995年の映画。20世紀フォックスの子会社、フォックス・サーチライト・ピクチャーズの制作した最初の映画作品である。ビデオ化の際ブラザー・マクマレンと改題されたが、後に発売されたDVD・Blu-rayでは劇場公開時の題名に戻された。

## 概要
カトリックという規律に縛られ育ったアイリッシュのマクマレン3兄弟が、それぞれの恋や人生に悩む姿を描いた人間ドラマ。
エドワード・バーンズは、本作が初監督にもかかわらず、サンダンス・インスティテュートの９５年度映画祭グランプリ、ドービル映画祭審査員特別賞を受賞した。

## キャスト
- ジャック…ジャック・マルカーヒー（佐古正人）
- バリー…エドワード・バーンズ（家中宏）
- パトリック…マイク・マックグローン（藤原啓治）
- オードリー…マキシン・バーンズ（山像かおり）
- モリー…コニー・ブリットン（宮寺智子）
- アン…エリザベス・マッケイ（杉村理加）
- スーザン…シャーリー・アルバート（松谷彼哉）
- マーティ…ピーター・ヨハンセン（稲葉実）
- レスリー…ジェニファー・ジョスティン（深水由美）
- 母親…キャサリン・ボルツ（火野カチコ）

## 制作
エドワード・バーンズは、1993年春、エンターテインメント・トナイトのプロダクション・アシスタントとして働いていた脚本を手がけ、後に映画を製作し編集したカメラマンのディック・フィッシャーに勤務した。バーンズ自身のアイルランドのカトリックの背景が脚本に盛り込まれ、映画は主にロングアイランドのバレーストリーム共同体にあるバーンズの実家家庭で撮影された。撮影は週末にニューヨーク州で8ヶ月間にわたって行われた。
16mmフィルムで撮影されたこの映画は低予算のため、バーンズはバックステージ誌に、昼食は提供されるが、無料で働くことを望むアイルランド系アメリカ人の俳優を探して広告を掲載することで節約した。

## ビデオリリース
日本では、吹替・字幕版のVHSがレンタルされ、DVDは長らく発売されなかったが、2019年にフォックス・サーチライト・ピクチャーズの設立25周年を記念してDVD・Blu-rayが発売されることが発表された。

## 受賞
- ドービル映画祭・審査員特別賞（エドワード・バーンズ）
- 1995年サンダンス映画祭・審査員大賞
- 1995年インディペンデント・スピリット賞・新人作品賞